# Sadducismus triumphatus

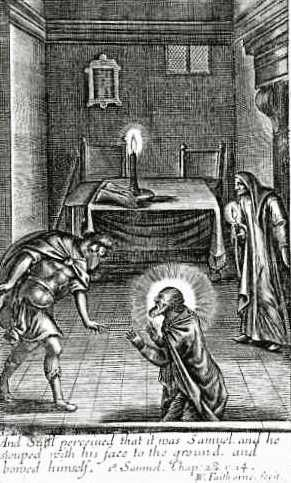
A Bruxa de Endor: ilustração de Sadducismus Triumphatus por Joseph Glanvill

Sadducismus triumphatus (Acusação contra o saduceísmo moderno) é um livro publicado em 1668 por Joseph Glanvill. 
Esse tratado hostil à bruxaria foi publicado na Inglaterra pelo reitor da igreja de Bath, membro do Royal Society. A Acusação teve quatro edições de 1668 a 1669, e depois foi reimpressa regularmente em 1681, 1683, 1689, 1700 e 1726.